# Poopy
 (avril 2017).
Si vous disposez d'ouvrages ou d'articles de référence ou si vous connaissez des sites web de qualité traitant du thème abordé ici, merci de compléter l'article en donnant les références utiles à sa vérifiabilité et en les liant à la section « Notes et références ».

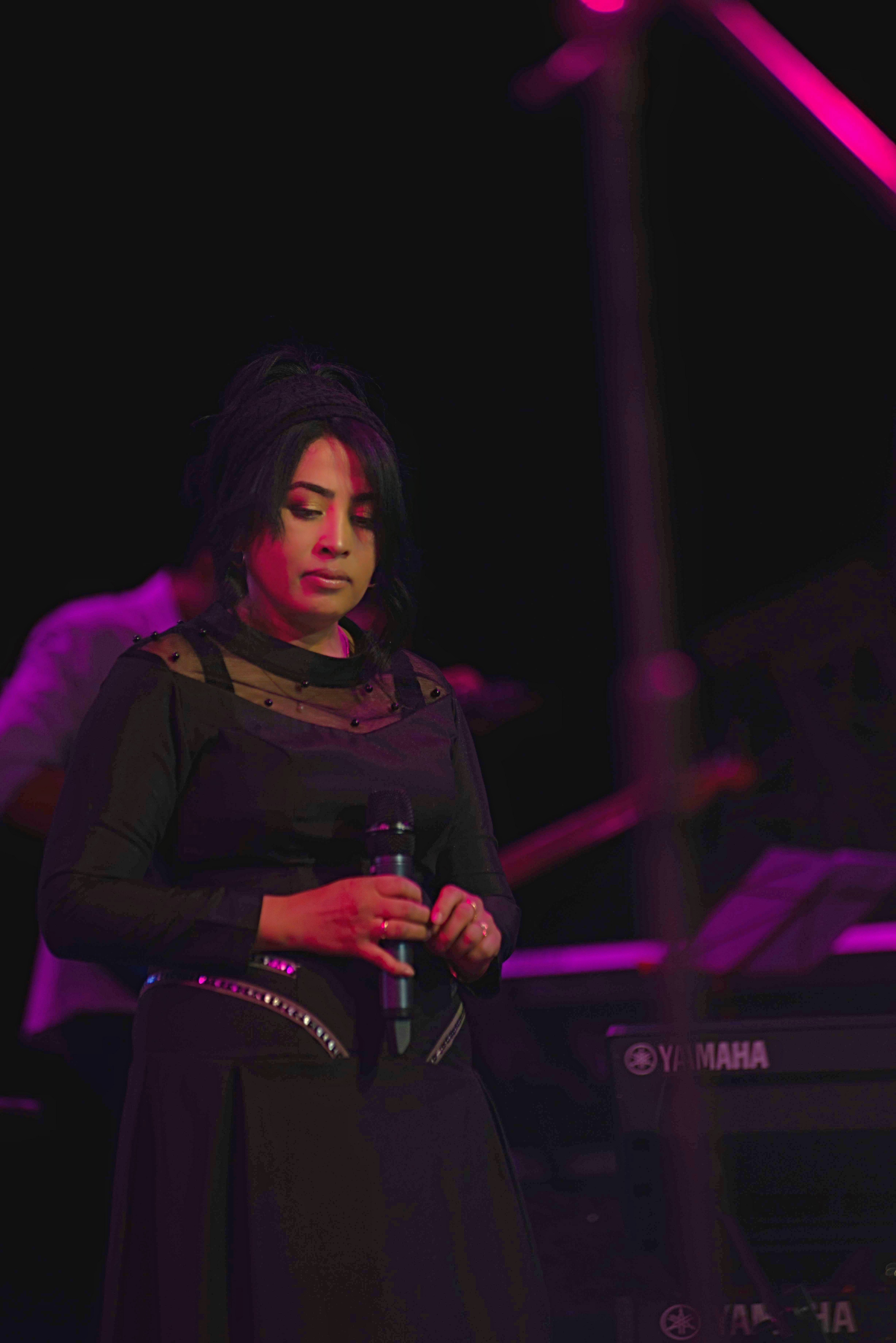
Lors du spectacle Mifampitantana 2020 avec Njakatiana.

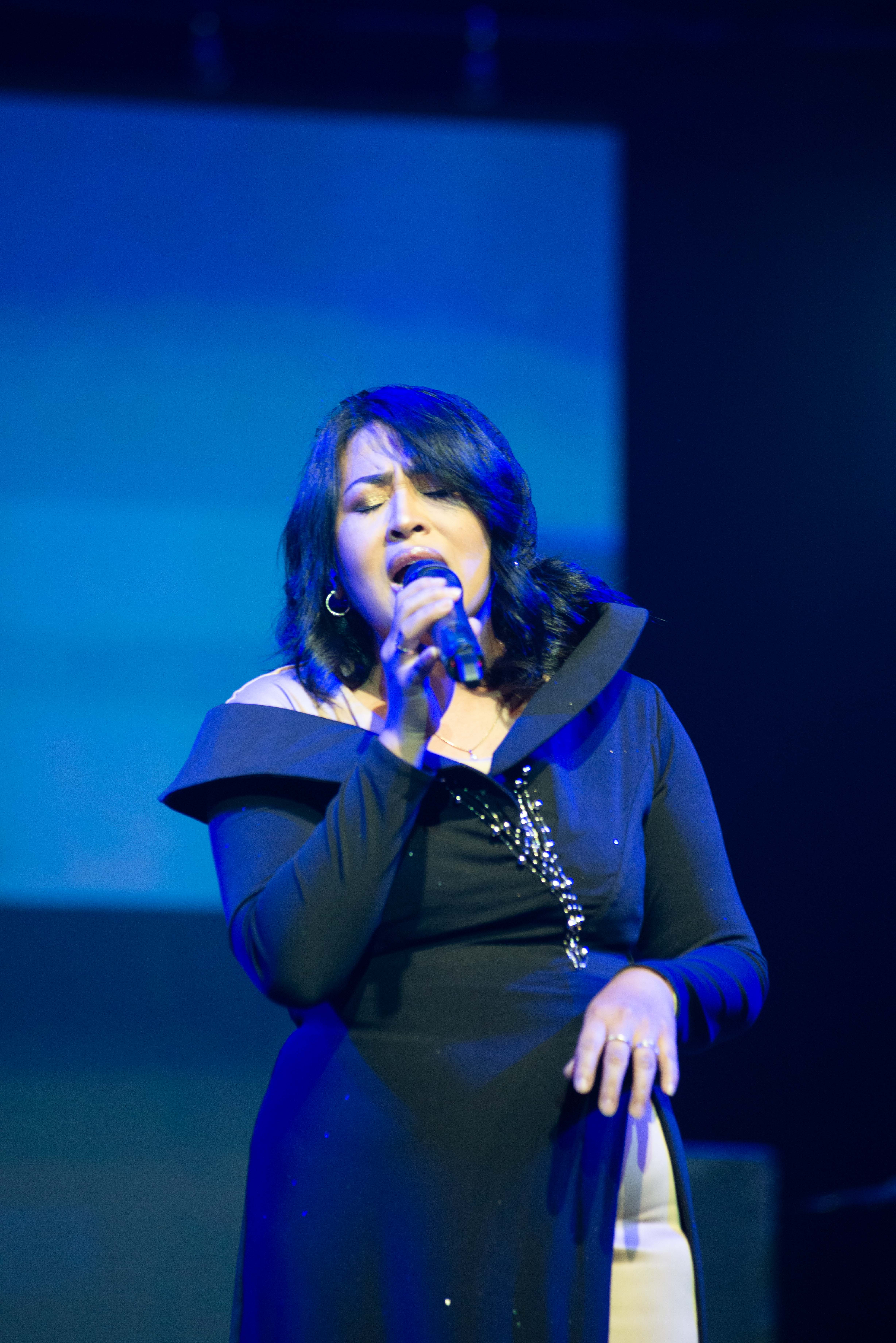
poopy mars 2020.

José Helihanta Ramahavalisoa, connue sous son nom de scène Poopy, est une auteure-compositrice-interprète d'origine malgache.

## Biographie
Son père est le claviériste du chanteur Henri Ratsimbazafy. Elle est la nièce de Voahirana et cousine de Giana (AVM) et Mahery (du groupe Johary). Henri Salvador et ABBA figurent parmi les artistes qui l'ont influencée .
Elle débute au sein du groupe Njila de 1983 à 1989. Certains des titres sont devenus des tubes dans les années 1980[réf. nécessaire] (Raha Nofy, Tsy Ahita Afenina ou encore Ody Fitia). En 1990, elle se tourne vers une carrière solo. 
Avec une voix douce et mélancolique, elle est connue dans la musique malgache pour ses ballades romantiques .[réf. nécessaire]
Elle joue de la guitare acoustique et du piano.

## Dates
(août 2020).
- 1991 : sortie de son premier album solo Andao Handihy
- 1993 : elle signe chez BMG Africa Entertainment. et sort l'album Fandresena
- 1994 : lors de l’enregistrement de Malagasy Rainbow, elle rencontre Bonnie Tyler en Afrique du Sud[pertinence contestée].
- 1998 : Elle sort ny tiako rehetra.
- Au début des années 2000 : elle devient ambassadrice de l'UNICEF à Madagascar. Elle sort l'album Fitiavana.
- 2001: son duo avec Eric Tahina est diffusé sur les ondes nationales[Lesquelles ?] et devient la chanson titre de son 6ème album.
- 2002 : elle sort Tahak'izay.
- 2003 : l'album Mifameno marque ses vingt ans de carrière.
- 2004 :  elle sort Ho any aminao avec un clip tourné aux États-Unis.
- 2005: elle participe à une comédie musicale (5e édition de Che Bel Canto).
- 2006 : elle sort l'album Satria Tiako
- 2007: elle reproduit un spectacle Am-Pitiavana aux côtés de Bodo. Sa deuxième représentation Tia Foana obtient le titre de meilleur spectacle de l'année[Lequel ?].
- 2009 : elle devient marraine du télé-crochet Pazzapa (équivalent du Star Académie à Madagascar) aux côtés de Tizy Bone, ex-membre du groupe Tragédie.
- En 2010, son album Mamela Ny Helokay sort en France.
- En 2014, elle reçoit l'insigne d'officier de l’ordre des Arts, des Lettres et de la culture malgache par Elia Ravelomanantsoa.
- En 2016, elle donne différents concerts à l'occasion de ses trente ans de carrière[1] et sort un best-of comprenant des chansons remixées.
- En 2017 : nouveau concert avec Bodo. Elle est aussi invitée à participer au spectacle Njila 40 ans de scène (nom de son ancien groupe).
- En 2018, elle fait une tournée en France.
- En 2023: Elle fête ses 40 ans de scène.

## Récompenses
Elle a reçu un prix venant d'OMDA pour la contribution qu'elle a faite coté spectacle à l'OMDA. De 1994 à 2005.[pas clair]

## Discographie

### Autres albums[Quoi ?]
- 2013 à 2019 : Poopy & Yeladim (volumes 1 à 14)